# Gjon's Tears
Gjon Muharremaj (pronúncia albanesa: [ɟɔn muharɛˈmaj]; Broc, Cantão de Friburgo; 29 de junho de 1998), conhecido profissionalmente como Gjon's Tears, é um cantor e compositor suíço. Ele foi escolhido para representar a Suíça no Festival Eurovisão da Canção 2020 com a música «Répondez-moi» antes do cancelamento do concurso. No entanto, foi novamente selecionado internamente como representante do país para o concurso de 2021 com a sua canção «Tout l'Univers».

## Biografia
Gjon nasceu em Broc, Friburgo, filho de pai albanês do Kosovo e mãe albanesa de Tirana. Ele adquiriu seu nome artístico (em português: «As lágrimas do João») após emocionar o seu avô ao interpretar «Can't Help Falling in Love», de Elvis Presley. Em 2011, aos 12 anos, Muharremaj competiu na 1.ª temporada do show de talentos «Albanians Got Talent», e acabou por ficar em 3.º lugar. Um ano depois, ele alcançou a semifinal do «Die grössten Schweizer Talente», o Got Talent da Suíça alemã. Em 2019, ele fez o teste para a 8.ª temporada da competição de canto francesa The Voice: la plus belle voix e chegou às semi-finais com o Team Mika.
| The Voice: la plus belle voix atuações e resultados | The Voice: la plus belle voix atuações e resultados | The Voice: la plus belle voix atuações e resultados | The Voice: la plus belle voix atuações e resultados |
| Etapa                                               | Canção                                              | Artista original                                    | Resultado                                           |
| --------------------------------------------------- | --------------------------------------------------- | --------------------------------------------------- | --------------------------------------------------- |
| Prova Cega                                          | "Christine"                                         | Christine and the Queens                            | Entrou no Team Mika                                 |
| Batalha                                             | "Don't Let the Sun Go Down on Me"                   | Elton John & George Michael                         | Vencedor                                            |
| Tira-Teimas                                         | "Under Pressure"                                    | Queen & David Bowie                                 | Avançou                                             |
| Gala 1                                              | "SOS d'un terrien en détresse"                      | Daniel Balavoine                                    | Avançou                                             |
| Gala 2                                              | "Rocket Man"                                        | Elton John                                          | Avançou                                             |
| Semi-Final                                          | "Relax, Take It Easy"                               | Mika                                                | Eliminado                                           |
| Semi-Final                                          | "Life on Mars?"                                     | David Bowie                                         | Eliminado                                           |

## Festival Eurovisão da Canção
Em março de 2020, Muharremaj foi anunciado pela Corporação de Transmissões da Suíça (SRG SSR), como o representante do país no Festival Eurovisão da Canção 2020 com a canção «Répondez-moi». No entanto, após o cancelamento do concurso devido à pandemia de COVID-19, a emissora anunciou que o cantor representaria o país no festival de 2021 com uma nova música. A canção de 2021, «Tout l'Univers», foi lançada a 10 de março de 2021.

## Discografia

### Singles
- 2019 – «Babi»
- 2020 – «Répondez-moi»
- 2021 – «Tout l'Univers»
- 2022 – «Silhouette»
- 2022 – «Pure»
- 2023 – «Midnight in Paris»
- 2023 – «Disco»